# Dvärgpansarmal
Dvärgpansarmal (Corydoras hastatus) är en fiskart som beskrevs av Eigenmann och Eigenmann, 1888. Dvärgpansarmal ingår i släktet Corydoras och familjen Callichthyidae. Inga underarter finns listade i Catalogue of Life.